# Lago Burullus
El Lago Burullus (en árabe: بحيرة البرلس) es un lago de agua salada en el delta del Nilo en el país africano de Egipto. Se encuentra ubicado en Kafr el Sheij al este de Rosetta, bordeado por el mar Mediterráneo en el norte y las tierras agrícolas en el sur.
Se considera que el espacio del lago y los humedales son de importancia internacional para las aves en virtud de la Convención de Ramsar. El agua llega de la agricultura en un 97% de la afluencia total al lago (3,9 mil millones de m³ por año), seguido por el agua de lluvia (2 %) y las aguas subterráneas (1 %). 16 % del agua del lago se evapora y el 84 % fluye hacia el mar.
Según un informe de la Biodiversidad de la Agencia Egipcia de Asuntos Ambientales 33 especies de peces, 23 especies de reptiles, 112 especies de aves y 18 especies de mamíferos viven en y alrededor del lago. Las especies de peces disminuyeron de las 52 registradas a principios del siglo XX, principalmente debido a la afluencia de drenaje agrícola en el lago que resulta en menor salinidad.